# Капаней
Капаней (на гръцки: Καπανεύς) в древногръцката митология е известен като участник в похода на Седемте срещу Тива. Внук е на Сизиф. Отличавал се с огромен ръст. Еврипид пише във „Финикийки“, че Зевс го изпепелил с мълния, докато се качвал по стълба по стената на Тива, заради обидата му към боговете, за които казал, че не могат да го спрат да превземе Тива. Баща е на Стенел. 